# Magdeburger Börde

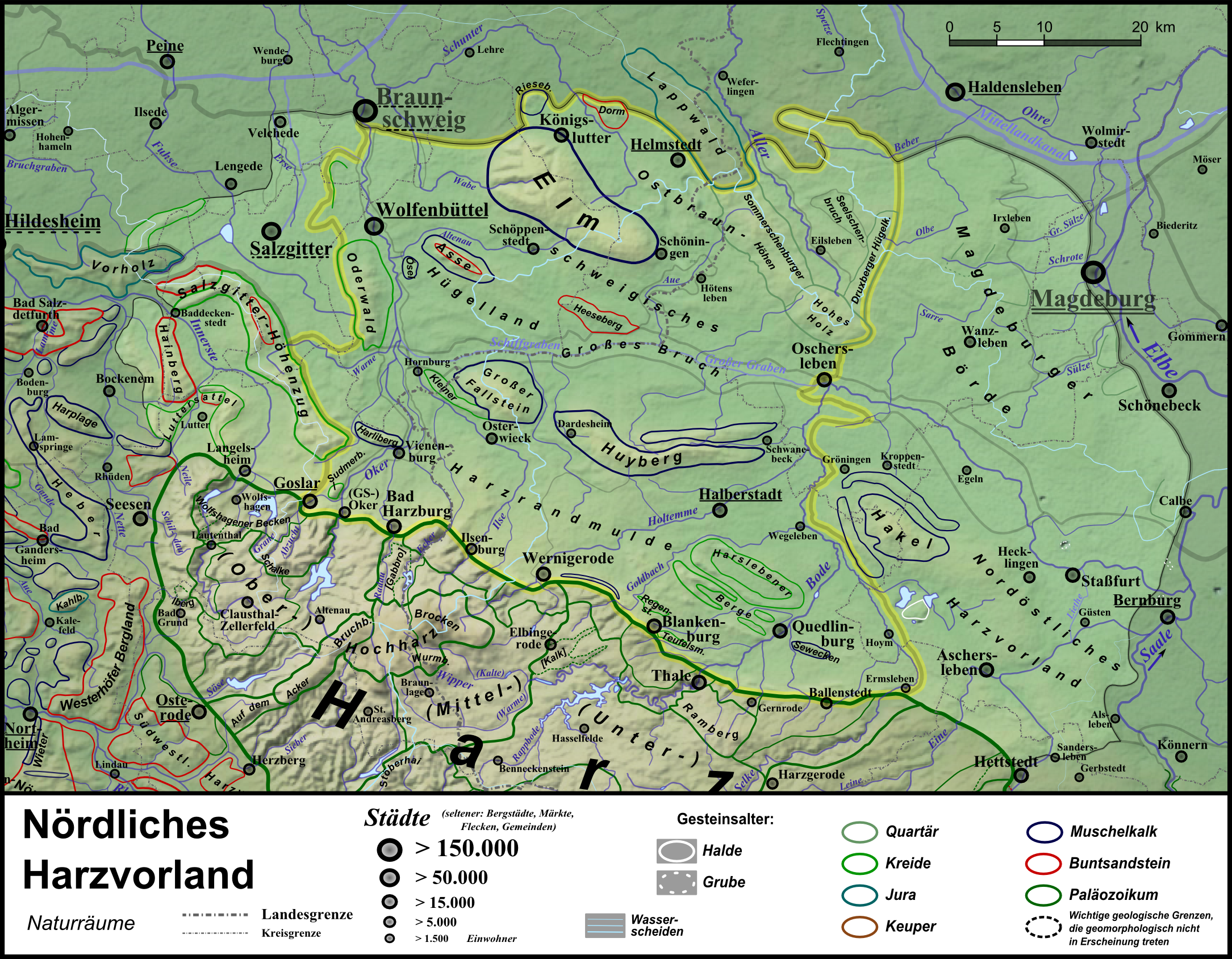
Die Landschaften nördlich des Harzes mit der Magdeburger Börde im Nordosten

Die Magdeburger Börde ist eine für ihre ertragreichen Schwarzerden bekannte Bördelandschaft unmittelbar westlich Magdeburgs in Sachsen-Anhalt und Teil der Planungsregion Elbe-Börde-Heide.

## Abgrenzung
Nach Norden, Osten und Süden ist die Magdeburger Börde vergleichsweise scharf durch Flussniederungen begrenzt. Im Norden ist es die der Ohre am Südrand der Colbitz-Letzlinger Heide, im Osten das Tal der Elbe bei Magdeburg im Biosphärenreservat Mittlere Elbe nebst Mündungslauf der Saale und im Süden die Niederung der Bode.
Im Westen galt immer als unstrittig, dass das Hohe Holz bereits die westliche Nachbarlandschaft, das später so genannte Ostbraunschweigische Hügelland, einleitet, in dem sich Bördelandschaften mit bewaldeten Höhenzügen, davon der gewaltigste sicher der 323 m ü. NHN hohe Elm, ablösen. Auch galten Oschersleben (Bode) im Westen und Haldensleben im Nordwesten als grobe Randpunkte.
Der erste Versuch, eine verbindliche Westgrenze nördlich des hohen Holzes zu legen, fand im Rahmen der Arbeiten zum Handbuch der naturräumlichen Gliederung Deutschlands während der ersten Kartierung 1:1.000.000 im Jahr 1954 statt. Er verlängerte die Westgrenze der Magdeburger Börde, vom Hohen Holz beginnend, nach Nordwesten bis zum Beginn des Lappwaldes, wodurch die Obere Aller bis etwa Alleringersleben noch Teil der Landschaft war. Die neuere Kartierung des Handbuchs von 1960 modifizierte diese Grenze insofern, als sie das Allertal bereits zum Ostbraunschweigischen Hügelland ausgrenzte. Als Fläche wurde in der 6. Lieferung des Handbuchs (1959) 931 km² angegeben.
Eine feinere Gliederung erfolgte auf dem Einzelblatt 1:200.000 87 Braunschweig, das nach Osten so gerade in die Börde reichte, durch Theodor Müller im Jahr 1962. Müller folgte dem Text Oskar Augusts des Handbuchs von 1959 zu einer alternativen Grenzziehung nach geomorphologischen Aspekten – also nicht der ein Jahr jüngeren Kartierung – und legte die Westgrenze nördlich des Hohen Holzes an eine Stauendmoräne, die von ihm so genannte Druxberger Hügelkette, die unmittelbar von südöstlich des Hohen Holzes der Elbe-Weser-Wasserscheide nach Nordnordosten folgt. Sie beginnt am unbewaldeten Kniel (205,3 m ü. NHN) nordwestlich Schermckes, flankiert Seehausen westlich, passiert das namensgebende Druxberge und erreicht am Wartberg (178,4 m) ihr Ende. Vom Osthang dieser Endmoräne aus geht die Grenze nordnordöstlich weiter nach Nordgermersleben und bleibt ab dort stets östlich einer Nebentalung, schließlich der eigentlichen Talung der Beber bis zu ihrer Mündung in die Ohre.
Das Bundesamt für Naturschutz (BfN) hat, sich im Westen an Blatt 87 Braunschweig orientierend, eine Fläche von 949 km² ermittelt, die jedoch den kleinen Teil, der in den Verdichtungsraum Magdeburg fällt, ausspart. Auch Ministerium für Raumordnung, Landwirtschaft und Umwelt und Landesamt für Umweltschutz Sachsen-Anhalt, die im Jahr 2001 eine Gliederung des Bundeslandes in sogenannte „Landschaften“ publiziert haben, grenzen die Magdeburger Börde sehr ähnlich wie Müller ab. Wie auch Müller – und darin etwas abweichend vom BfN – sieht diese Gliederung das Bodeufer unmittelbar nördlich der Mündung des Großen Grabens bei Oschersleben als westlichsten Punkt der Börde.

## Naturräumliche Einordnung
Die Magdeburger Börde ist Teil der Lössbörden, einer naturräumlichen Großregion 2. Ordnung, die sich nördlich der Mittelgebirgsschwelle vom Lübbecker Lößland nördlich des östlichen Wiehengebirges auf deutschem Boden bis zur Oberlausitz zieht und, neben der Magdeburger Börde, so bekannte Landschaften wie die Hildesheimer Börde weiter westlich und das Erzgebirgische Becken weiter südöstlich enthält. Sie gehört zur Haupteinheitengruppe Mitteldeutsches Schwarzerdegebiet (50) und bildet die Haupteinheit Nr. 504.
Nach Westen bis Süden geht sie in weitere Bördelandschaften über, nämlich nach Westen in das Ostbraunschweigische Hügelland (512, zu 51 Nördliches Harzvorland; in der sachsen-anhaltischen Gliederung: Börde-Hügelland) mit dem Elm, das nach Süden durch das Große Bruch (511) am Großen Graben von der Harzrandmulde (510) mit dem Huyberg getrennt wird. 
Südlich der Magdeburger Börde schließt sich, im Südwesten durch die das Große Bruch nach Osten verlängernde Bodeniederung (503) getrennt, das Nordöstliche Harzvorland (502) mit dem Hakel an.
Östlich grenzt das Elbe-Elster-Tiefland (881, zu 88 Elbe-Mulde-Tiefland) an, hinter dem der Fläming (Gruppe 85) aufragt, nordöstlich die Letzlinger Heide (863, zu 86 Wendland und Altmark) und nordwestlich das Ostbraunschweigische Flachland (6241, zu 62 Weser-Aller-Flachland).

## Allgemeines
Die Magdeburger Börde gliedert sich in die Hohe Börde im Westen und die kleinere Niedere Börde im Osten, die sich nur wenig über das Tal der Elbe erhebt. Zwischen beiden liegt, insbesondere im Norden, eine deutliche Geländestufe, die in Nähe der 100-m-Höhenlinie liegt und etwa der Linie von Groß Ammensleben im Norden nach Altenweddingen im Süden folgt, die beide noch der Niederen Börde zuzurechnen sind. Die waldarme Landschaft ist an der Hohen Börde flach-gewellt und besteht in beiden Teilen größtenteils aus unverfestigtem Moränenmaterial der Saaleeiszeit. Vereinzelt tritt auch älteres Festgestein zu Tage. Bei Wellen, bei Groß Ottersleben, bei Sohlen und westlich Calbes sind der Geschiebemergelhochfläche vier nach Nordosten offene Endmoränenbögen aufgesetzt, die dem Rehberger Stadium der Saaleeiszeit zugerechnet werden und das Relief lokal erheblich beleben.
Großflächig überlagert eine aufgewehte Lössdecke die älteren Fest- und Lockergesteine. Sie besitzt fruchtbare Böden (teilweise Schwarzerde), auf denen vor allem Zuckerrüben- und Weizenanbau betrieben wird. 1934 erhielt der Boden in der damaligen Gemeinde Eickendorf (heute Bördeland) die Bodenwertzahl 100, war somit der fruchtbarste Boden Deutschlands und galt bis zum Ende des Zweiten Weltkrieges 1945 als Vergleichsbasis für Deutschlands Böden. Die Zuckerrübe trägt nach wie vor zum Wohlstand der Börde bei.
Die Magdeburger Börde liegt im Regenschatten des Harzes und ist daher eine der trockensten Gegenden Deutschlands, allerdings nicht die wärmste oder sonnenreichste. Höchste Erhebung der Magdeburger Börde ist mit 145,7 m der Große Wartberg bei Niederndodeleben.
In der Magdeburger Börde wird oft noch Bördeplatt gesprochen.
Von 1976 bis zum Jahresfahrplan 1991/92 verkehrte das Städteexpress-Zugpaar 141/146 Börde. Am 19. November 2015 wurde eine Intercity-2-Garnitur der Deutschen Bahn auf den Namen Magdeburger Börde getauft.

## Verkehrsverbindungen
- Schifffahrt
  - Elbe
  - Mittellandkanal
  - Wasserstraßenkreuz Magdeburg

- Straßen
  - Bundesautobahn 2
  - Bundesautobahn 14
  - Bundesstraße 1
  - Bundesstraße 71
  - Bundesstraße 79
  - Bundesstraße 81
  - Bundesstraße 245
  - Bundesstraße 246a

- Eisenbahn
  - Braunschweig–Magdeburg
  - Magdeburg–Stendal
  - Magdeburg–Köthen–Halle
  - Halle–Könnern–Halberstadt
  - Magdeburg–Oschersleben–Halberstadt
  - Schönebeck–Staßfurt–Aschersleben

- Flughafen
  - Flughafen Magdeburg-Cochstedt
  - Flugplatz Magdeburg